# فرد هاريسون
فرد هاريسون (بالإنجليزية: Fred Harrison)‏ (2 يوليو 1880 بونشستر في المملكة المتحدة - 21 نوفمبر 1969 في المملكة المتحدة) هو لاعب كرة قدم بريطاني (وحمل سابقاً جنسية المملكة المتحدة لبريطانيا العظمى وأيرلندا) في مركز الهجوم. لعب مع نادي بريستول سيتي ونادي ساوثهامبتون ونادي فولهام ووست هام يونايتد.